# Eleanor Blinkhorn
Eleanor Blinkhorn (13 de octubre de 2004) es una deportista británica que compite en natación sincronizada. Ganó una medalla de bronce en el Campeonato Europeo de Natación de 2024, en la prueba equipo libre.

## Palmarés internacional
| Campeonato Europeo | Campeonato Europeo | Campeonato Europeo | Campeonato Europeo |
| Año                | Lugar              | Medalla            | Prueba             |
| ------------------ | ------------------ | ------------------ | ------------------ |
| 2024               | Belgrado (Serbia)  | Medalla de bronce  | Equipo libre       |